# Tournoi d'ouverture du championnat du Chili de football 2006
Navigation
Tournoi précédent Tournoi suivant
Le tournoi d'ouverture de la saison 2006 du Championnat du Chili de football est le premier tournoi de la soixante-quatorzième édition du championnat de première division au Chili. 
La saison sportive est scindée en deux tournois saisonniers, Ouverture et Clôture, qui décerne chacun un titre de champion. Le fonctionnement de chaque tournoi est le même ; une première phase voit les équipes réparties en quatre poules où elles affrontent les autres équipes une seule fois, dix équipes se qualifient pour la seconde phase, jouée en matchs à élimination directe. Le vainqueur du tournoi d'Ouverture se qualifie pour la Copa Libertadores 2007 et est protégé de la relégation en fin de saison, tout comme le finaliste.
La relégation est décidée à l'issue du tournoi de Clôture. Un classement cumulé des deux tournois est effectué et les deux derniers de ce classement sont relégués et remplacés par les deux meilleures équipes de Segunda Division, la deuxième division chilienne.
C'est le club de Colo Colo qui remporte le tournoi après avoir battu le CF Universidad de Chile en finale. C'est le vingt-quatrième titre de champion du Chili de l'histoire du club.
Avant le début du tournoi, le Club Deportes Concepción doit déclarer forfait pour la saison en raison de problèmes financiers. Ce désistement n'est pas remplacé et la saison 2006 va se dérouler avec 19 clubs.

## Les clubs participants
| - Colo Colo - CD Universidad Católica - CF Universidad de Chile - CD Santiago Morning - Promu de Segunda División - CD Coquimbo Unido - CSD Rangers - Club de Deportes Cobreloa - Club Deportivo Huachipato - CD Everton de Viña del Mar - Club Deportivo O'Higgins - Promu de Segunda División | - Club de Deportes Cobresal - Unión Española - Club de Deportes Antofagasta - Promu de Segunda División - Audax Italiano - Club Deportivo Palestino - CD Puerto Montt - Deportes La Serena - Club Deportes Concepción - Forfait - CD Universidad de Concepción - Santiago Wanderers |

## Compétition
Le barème utilisé pour établir le classement est le suivant :
- Victoire : 3 points
- Match nul : 1 point
- Défaite : 0 point

### Première phase
Les deux premiers de chaque poule se qualifient pour le premier tour. Si un troisième, voire un quatrième, a un meilleur total de points qu'un ou plusieurs deuxièmes, ils s'affrontent en tour préliminaire. 
| Rang | Équipe                       | Pts | J  | G | N | P  | Bp | Bc | Diff |
| ---- | ---------------------------- | --- | -- | - | - | -- | -- | -- | ---- |
| 1    | CD Universidad de Concepción | 33  | 18 | 9 | 6 | 3  | 31 | 23 | +8   |
| 2    | Audax Italiano               | 32  | 18 | 9 | 5 | 4  | 32 | 22 | +10  |
| 3    | CD Universidad CatólicaT     | 32  | 18 | 9 | 5 | 4  | 27 | 20 | +7   |
| 4    | Club de Deportes Cobresal    | 22  | 18 | 6 | 4 | 8  | 26 | 32 | -6   |
| 5    | Santiago Wanderers           | 17  | 18 | 5 | 2 | 11 | 16 | 30 | -14  |

| Rang | Équipe                     | Pts | J  | G  | N | P  | Bp | Bc | Diff |
| ---- | -------------------------- | --- | -- | -- | - | -- | -- | -- | ---- |
| 1    | CF Universidad de Chile    | 35  | 18 | 10 | 5 | 3  | 27 | 20 | +7   |
| 2    | Deportes La Serena         | 22  | 18 | 5  | 7 | 6  | 32 | 31 | +1   |
| 3    | CD Everton de Viña del Mar | 21  | 18 | 5  | 6 | 7  | 20 | 27 | -7   |
| 4    | CD Coquimbo Unido          | 17  | 18 | 3  | 8 | 7  | 16 | 26 | -10  |
| 5    | CD Santiago MorningP       | 12  | 18 | 2  | 6 | 10 | 15 | 31 | -16  |

|  | Qualification pour la seconde phase               |
|  | T : Tenant du titre P : Promu de Segunda Division |

| Rang | Équipe                        | Pts | J  | G  | N | P | Bp | Bc | Diff |
| ---- | ----------------------------- | --- | -- | -- | - | - | -- | -- | ---- |
| 1    | Colo Colo                     | 40  | 18 | 13 | 1 | 4 | 54 | 22 | +32  |
| 2    | Club de Deportes Cobreloa     | 30  | 18 | 9  | 3 | 6 | 32 | 24 | +8   |
| 3    | Unión Española                | 28  | 18 | 8  | 4 | 6 | 24 | 21 | +3   |
| 4    | Club de Deportes AntofagastaP | 18  | 18 | 5  | 6 | 7 | 26 | 31 | -5   |
| 5    | CD Puerto Montt               | 17  | 18 | 4  | 5 | 9 | 33 | 32 | +1   |

| Rang | Équipe                    | Pts | J  | G  | N | P  | Bp | Bc | Diff |
| ---- | ------------------------- | --- | -- | -- | - | -- | -- | -- | ---- |
| 1    | Club Deportivo Huachipato | 36  | 18 | 11 | 3 | 4  | 32 | 19 | +13  |
| 2    | Club Deportivo O'HigginsP | 21  | 18 | 5  | 6 | 7  | 20 | 25 | -5   |
| 3    | Club Deportivo Palestino  | 16  | 18 | 4  | 4 | 10 | 22 | 35 | -13  |
| 4    | CSD Rangers               | 16  | 18 | 4  | 4 | 10 | 26 | 40 | -14  |

- Colo Colo et le Club Deportivo Huachipato, respectivement premier et deuxième meilleur club à l'issue de la première phase, obtiennent leur qualification pour la prochaine Copa Sudamericana.

### Seconde phase
Tour préliminaire :
| Équipe 1                | Résultat | Équipe 2                 |
| ----------------------- | -------- | ------------------------ |
| Unión Española          | 2 - 2    | Deportes La Serena       |
| CD Universidad Católica | 1 - 1    | Club Deportivo O'Higgins |

- L'Unión Española et le CD Universidad Católica se qualifient car ils ont obtenu un plus grand nombre de points que leur adversaire lors de la première phase.

Quarts de finale :
| Équipe 1                  | Résultat | Équipe 2                     | Aller | Retour |
| ------------------------- | -------- | ---------------------------- | ----- | ------ |
| Audax Italiano            | 2 - 3    | CD Universidad de Concepción | 2 - 1 | 0 - 2  |
| CD Universidad Católica   | 3 - 5    | CF Universidad de Chile      | 2 - 2 | 1 - 3  |
| Club de Deportes Cobreloa | 3 - 5    | Club Deportivo Huachipato    | 3 - 1 | 0 - 4  |
| Unión Española            | 0 - 9    | Colo Colo                    | 0 - 4 | 0 - 5  |

Demi-finales :
| Équipe 1                     | Résultat | Équipe 2                  | Aller | Retour |
| ---------------------------- | -------- | ------------------------- | ----- | ------ |
| CF Universidad de Chile      | 8 - 3    | Club Deportivo Huachipato | 6 - 1 | 2 - 2  |
| CD Universidad de Concepción | 3 - 6    | Colo Colo                 | 3 - 4 | 0 - 2  |

Finale :
| 28 juin 2006 | CF Universidad de Chile | 1 - 2 | Colo Colo            | Estadio Nacional, Santiago du Chili         |                                             |
|              | Alcázar 13e             |       | M.Fernández 54e, 90e | Spectateurs : 58 804 Arbitrage : Pablo Pozo | Spectateurs : 58 804 Arbitrage : Pablo Pozo |

| 2 juillet 2006 | Colo Colo       | 0 - 1 | CF Universidad de Chile | Estadio Nacional, Santiago du Chili           |                                               |
|                |                 |       | Figueroa 69e            | Spectateurs : 61 000 Arbitrage : Rubén Selman | Spectateurs : 61 000 Arbitrage : Rubén Selman |
|                | Tirs au but 4-2 |       |                         | Spectateurs : 61 000 Arbitrage : Rubén Selman | Spectateurs : 61 000 Arbitrage : Rubén Selman |

## Bilan du tournoi
| Championnat du Chili de football 2006 |                           |
| Champion                              | Colo Colo (24e titre)     |
| Qualifications continentales          |                           |
| Copa Libertadores 2007                | Colo Colo                 |
| Copa Sudamericana 2006                | Colo Colo                 |
| Copa Sudamericana 2006                | Club Deportivo Huachipato |
| Promotions et relégations             |                           |
| Promus en Primera División            | Aucun                     |
| Relégués en Segunda División          | Aucun                     |